# Falstaffpriset
Falstaffpriset instiftades 2018 av den då nybildade Falstaffstiftelsen med syftet att inspirera regibegåvningar inom film, teater eller opera till fortsatt skapande. Sedan 2018 har två stipendier om vardera 300 000 kronor delats ut årligen.
Stipendiaterna utses av Falstaffstiftelsens styrelse under ledning av ordförande Nils Spangenberg. Stipendiet kan inte sökas.

## Pristagare
- 2018 – Dockteaterregissören Erik Holmström och filmregissören Marcus Lindeen.[1][2]
- 2020 – Teater- och operaregissören Sofia Jupither och filmregissören Levan Akin.[3][4]
- 2021 – Filmregissören Goran Kapetanovic  samt koreografen Alexander Ekman och kompositören Mikael Karlsson som delade på ett stipendium.[5][6]
- 2022 – Teaterregissören Anna Pettersson samt teaterregissörerna Hannes Meidal och Jens Ohlin som delade på ett stipendium.[7][8]
- 2023 – Dramatikern och teaterregissören Martina Montelius och dramatikern och teaterregissören Carl Johan Karlson.[9][10][11]
- 2024 – Teater- och operaregissören Natalie Ringler och dansaren, koreografen och regissören Fredrik ”Benke” Rydman[12]